# Comuna de Wałcz
Wałcz (polaco: Gmina Wałcz) é uma gminy (comuna) na Polónia, na voivodia de Pomerânia Ocidental e no condado de Wałecki.
De acordo com os censos de 2005, a comuna tem 12.362 habitantes, com uma densidade 21,5 hab/km².

## Área
Estende-se por uma área de 575,09 km².

## Demografia
Dados de 30 de Junho 2004:
|                      | Total   | Total | Mulheres | Mulheres | Homens  | Homens |
| -------------------- | ------- | ----- | -------- | -------- | ------- | ------ |
|                      | pessoas | %     | pessoas  | %        | pessoas | %      |
| População            | 12 362  | 100   | 6212     | 50,3     | 6150    | 49,7   |
| Densidade (pop./km²) | 21,5    | 100   | 10,8     | 10,8     | 10,7    | 10,7   |

De acordo com dados de 2002, o rendimento médio per capita ascendia a 1340,49 zł.